# Alberto Quintero Medina
Alberto Abdiel Quintero Medina (Panama, 18 dicembre 1987) è un calciatore panamense, centrocampista del Plaza Amador e della nazionale panamense.

## Carriera

### Club
Durante la sua carriera ha giocato con varie squadre di club, tra cui anche il Cartagena.

### Nazionale
Nel 2007 debutta con la Nazionale panamense.
Viene convocato per la Copa América Centenario del 2016.
Selezionato per i mondiali del 2018, è costretto a lasciare il posto a Ricardo Ávila per via di un infortunio.